# Alfred Harmsworth
Alfred Charles William Harmsworth, 1º Visconde Northcliffe (Chapelizod, 15 de julho de 1865 - Londres, 14 de agosto de 1922) foi um jornalista e um empresário inglês, fundador do Daily Mail e do Daily Mirror. Em 1905 foi feito Lord Northcliffe. Revolucionou o jornalismo britânico tornando o jornal um produto acessível a todos, de baixo custo, impresso em grandes tiragens, com artigos claros e explícitos.

## Answers
O primeiro jornal de Alfred surgiu em 1888 (Alfred tinha 22 anos de idade).  Chamou-se "Answers". Em outubro  de 1889 o Answers organizou um concurso que se tornou um golpe
publicitário sem precedentes. O prémio: uma libra por semana até ao fim da vida.  A pergunta: quantas moedas de ouro possui o banco de Inglaterra a 4 de Dezembro? Cerca de 700 000 cartas chegaram à redação.  O vencedor acabou por ser um soldado, que faleceu 8 anos depois.  A sua viúva recebeu 50 Libras e o custo total do prémio cifrou-se em 500 libras, uma soma modesta para um dos golpes publicitários mais bem sucedidos de todos os tempos.
O Answers tornou-se um jornal de sucesso, sua tiragem ultrapassando um milhão de exemplares em 1892.

## Evening News
Em 1894, Harmsworth comprou o Evening News, um jornal mal gerido e deficitário. Investiu 25 000 libras nele, remodelou-o totalmente, dando-lhe um aspecto americano, com grandes cabeçalhos.  Tornou-se um jornal lucrativo em pouco tempo.

## Daily Mail
O objectivo seguinte de Harmsworth era o de criar o seu primeiro jornal diário nacional. O conceito foi revolucionário:  o jornal deve esclarecer, iluminar, simplificar e isso em cada parágrafo. Longas e aborrecidas passagens deveriam dar lugar a notícias compactas e precisas. O historiador A. J. P. Taylor chamou a esta inovação de "o maior progresso da comunicação desde a abolição do Latim e a introdução do Inglês". Foram compradas as impressoras mais modernas, o papel usado era de qualidade inovadora, a tiragem era massiva e o preço muito baixo. O Daily Mail tinha nascido, na manhã de 4 de Maio de 1896 com uma tiragem de 397 215 exemplares. Três anos depois ultrapassaria a marca de um milhão.  Ao contrário do Times, o Daily Mail tinha artigos de interesse para todos, incluindo temas de interesse humano, desporto, receitas de cozinha e moda.

## Daily Mirror
O próximo projecto de Harmsworth era o de um "jornal diário para a mulher".  Em 1903 surgiu o Daily Mirror, com uma tiragem de 256 000 exemplares. Foi um fracasso. Um ano depois a tiragem era apenas de 25 000 exemplares. Em breve se assistiu no jornal ao triste espetáculo da necessidade de despedir as jornalistas, muito tristes, que choravam pelos corredores e rogavam para que pudessem ficar.
Hamilton Fyffe escreveu: "elas faziam-me lembrar gatos afogados". Harmsworth disse, em jeito de conclusão tirada após esta aventura: "as mulheres não sabem escrever e não querem ler".